# Alejandro II de Macedonia
Alejandro II fue rey de Macedonia durante tan solo dos años, desde 370/369 a. C. hasta su asesinato en 368 a. C., tras la muerte de su padre Amintas III.
Era el mayor de los tres hijos de Amintas III y Eurídice. Aunque ya había alcanzado la mayoría de edad, Alejandro era muy joven cuando ascendió al trono. Esto causó problemas para el nuevo rey al aparecer aspirantes al trono en su contra.
Alejandro se enfrentó simultáneamente a una invasión de Iliria del noroeste, y un ataque del este por el pretendiente Pausanias, posible hijo de Arquelao I de Macedonia (413 a. C.-400/399 a. C.)
Pausanias capturó rápidamente varias ciudades y amenazó a la reina madre que estaba en el palacio en Pella con sus hijos menores. Alejandro derrotó a sus enemigos con la ayuda el Ifícrates, general ateniense, que había estado navegando a lo largo de la costa de Macedonia para reafirmar la colonia ateniense de Anfípolis.
Intervino en una guerra civil en Tesalia (369 a. C.). Obtuvo el mando de Larisa y varias ciudades con éxito, pero, traicionando una promesa que había hecho, instaló guarniciones en ellas. Esto provocó una reacción hostil de Tebas, el poder militar predominante en Grecia en esos momentos. El general Pelópidas neutralizó a Alejandro, favoreciendo las ambiciones de Ptolomeo de Aloro, miembro colateral de la familia argéada (y quizá cuñado suyo si es que estaba casado con su hermana Eurinoe como sugiere Diodoro (XV, 71, 1; 77, 5), y obligó a Alejandro a que abandonara su alianza con Atenas a favor de Tebas. Como parte de esta nueva alianza, Alejandro fue compelido para entregar rehenes, incluyendo su joven hermano Filipo (el futuro rey macedonio Filipo II). 
Alejandro II fue asesinado durante una fiesta a instigación de Ptolomeo. Su hermano Pérdicas se convirtió formalmente en rey, pero estaba en minoría de edad y Ptolomeo se mantuvo en el trono, formalmente como regente.